# Rattus novaeguineae
Rattus novaeguineae är en däggdjursart som beskrevs av Taylor och John H. Calaby 1982. Rattus novaeguineae ingår i släktet råttor, och familjen råttdjur. IUCN kategoriserar arten globalt som livskraftig. Inga underarter finns listade i Catalogue of Life.
Denna råtta förekommer i bergstrakter på östra Nya Guinea. Den vistas i regioner som ligger 750 till 1500 meter över havet. Habitatet utgörs av tropiska fuktiga skogar, andra skogar och gräsmarker. Ofta hittas arten nära vattendrag. Honor kan para sig hela året. En kull har 5 eller 6 ungar.